# Bernard Chenevière

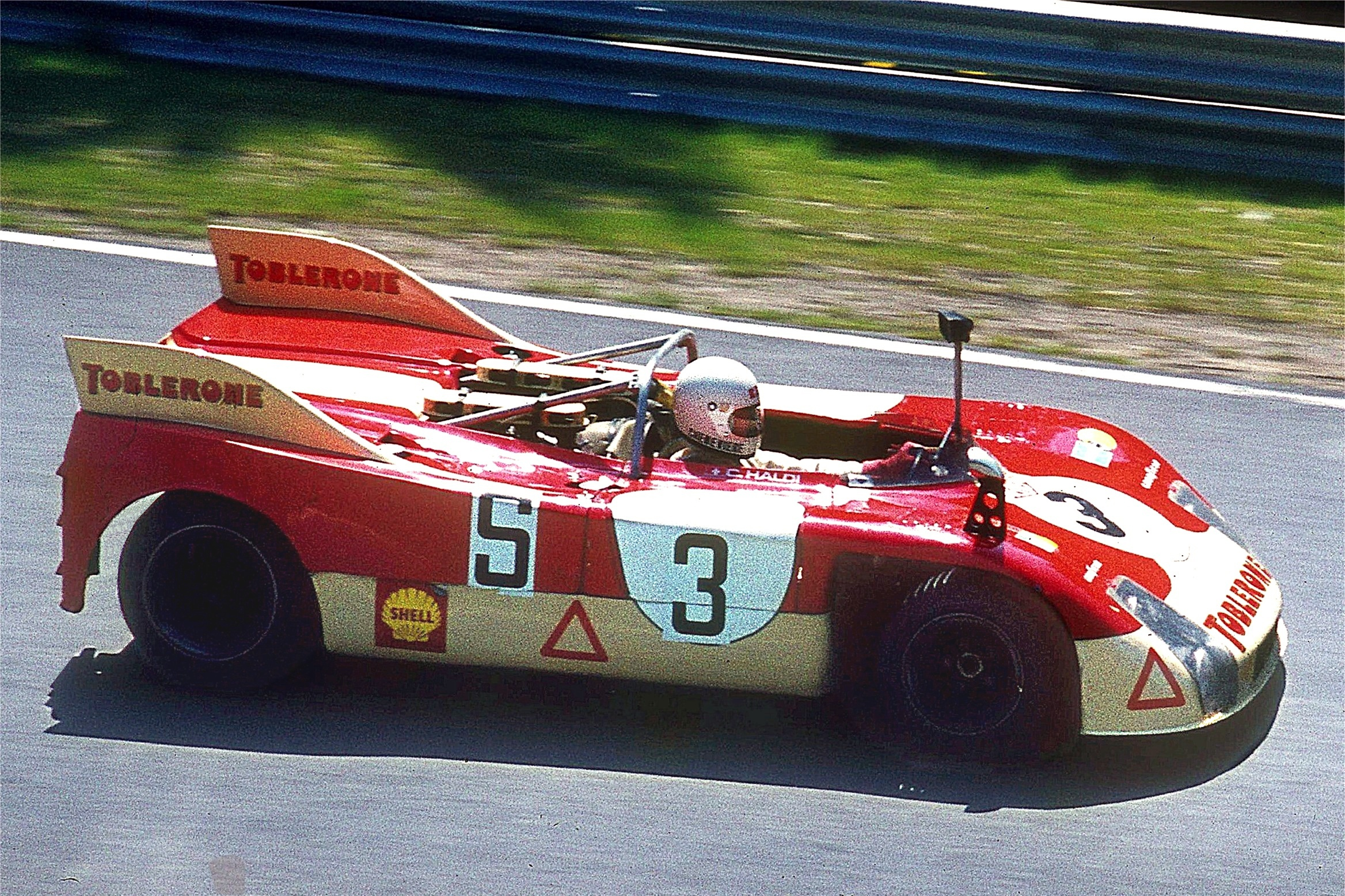
Bernard Chenevière am Steuer eines Porsche 908/03 beim 1000-km-Rennen auf dem Nürburgring 1973

Bernard Chenevière (* 6. Juli 1946 in Genf) ist ein ehemaliger Schweizer Autorennfahrer.

## Karriere als Rennfahrer
Bernard Chenevière war in den 1970er-Jahren im Touren- und Sportwagensport erfolgreich. Seine Karriere nahm ihren Anfang im Bergrennen, wo er seit Mitte der 1960er-Jahre aktiv war. 1966 beteiligte er sich am Bergrennen Sierra-Montagna, einer Veranstaltung, die in diesem Jahr zur Sportwagen-Weltmeisterschaft zählte. Chenevière steuerte einen Sunbeam Chamois und belegte den 81. Rang der Gesamtwertung. 1969 war er Teamkollege seines Landsmanns Claude Haldi beim 24-Stunden-Rennen von Spa-Francorchamps. Das Duo ging auf einem Porsche 911 ins Rennen und kam hinter Guy Chasseuil und Claude Ballot-Léna (ebenfalls Porsche 911) als Gesamtzweiter ins Ziel.
1970 stieg er als Vollzeitpilot in die Sportwagen-Weltmeisterschaft ein, wo er bis 1976 aktiv blieb. Er fuhr für das Team von André Wicky, den Porsche Club Romand und die Scuderia Filipinetti. Seine besten Platzierungen bei Weltmeisterschaftsrennen waren vierte Gesamtränge, herausgefahren bei der Targa Florio 1971 und beim 1000-km-Rennen auf dem Nürburgring 1973. Bei der Targa Florio – Gesamtsieger Nino Vaccarella und Toine Hezemans im Alfa Romeo T33/3 – war Paul Keller sein Teampartner. Einsatzwagen war ein Porsche 911. Auf dem Nürburgring (Sieger Jacky Ickx und Brian Redman im Ferrari 312PB) fuhr er einen Porsche 908/03. Teampartner war Claude Haldi.
Sechsmal war er beim 24-Stunden-Rennen von Le Mans am Start. 1973 erreichte er gemeinsam mit den beiden Spaniern Juan Fernández und Francisco Torredemer den fünften Gesamtrang, seine beste Platzierung im Schlussklassement bei diesem 24-Stunden-Rennen.

## Statistik

### Le-Mans-Ergebnisse
| Jahr | Team                         | Fahrzeug                | Teamkollege     | Teamkollege          | Platzierung | Ausfallgrund  |
| ---- | ---------------------------- | ----------------------- | --------------- | -------------------- | ----------- | ------------- |
| 1970 | Rey Racing                   | Porsche 911S            | Jacques Rey     |                      | Ausfall     | Unfall        |
| 1971 | Écurie Jean Sage             | Porsche 911S            | Björn Waldegård |                      | Rang 13     |               |
| 1972 | Scuderia Filipinetti         | Ferrari 365 GTB/4       | Florian Vetsch  | Gérard Pillon        | Ausfall     | Unfall        |
| 1973 | Escuderia Montjuich - Tergal | Porsche 908/03          | Juan Fernández  | Francisco Torredemer | Rang 5      |               |
| 1974 | Porsche Club Romand          | Porsche 911 Carrera RSR | Michel Dubois   | Peter Zbinden        | Rang 7      |               |
| 1976 | G.V.E.A. Porsche Club Romand | Porsche 934             | Nicolas Bührer  | Peter Zbinden        | Ausfall     | Ventilschaden |

### Einzelergebnisse in der Sportwagen-Weltmeisterschaft
| Saison | Team                                                           | Rennwagen                       | 1   | 2   | 3   | 4   | 5   | 6   | 7   | 8   | 9   | 10  | 11  | 12  | 13  | 14  |
| ------ | -------------------------------------------------------------- | ------------------------------- | --- | --- | --- | --- | --- | --- | --- | --- | --- | --- | --- | --- | --- | --- |
| 1966   | Bernard Chenevière                                             | Sunbeam Chamois                 | DAY | SEB | MON | TAR | SPA | NÜR | LEM | MUG | CCE | HOK | SIM | NÜR | ZEL |     |
| 1966   | Bernard Chenevière                                             | Sunbeam Chamois                 |     |     |     |     |     |     |     | 81  |     |     |     |     |     |     |
| 1967   | ASL Corsa                                                      | Sunbeam Imp                     | DAY | SEB | MON | SPA | TAR | NÜR | LEM | HOK | MUG | BRH | CCE | ZEL | OVI | NÜR |
| 1967   | ASL Corsa                                                      | Sunbeam Imp                     |     |     |     |     |     |     |     |     |     | 82  |     |     |     |     |
| 1970   | Wicky Racing Bernard Chenevière Rey Racing Porsche Club Romand | Porsche 911                     | DAY | SEB | BRH | MON | TAR | SPA | NÜR | LEM | WAT | ZEL |     |     |     |     |
| 1970   | Wicky Racing Bernard Chenevière Rey Racing Porsche Club Romand | Porsche 911                     |     |     |     |     | 17  | 16  |     | DNF |     | DNF |     |     |     |     |
| 1971   | Porsche Vaud Porsche Club Romand Jean Sage                     | Porsche 911                     | BUA | DAY | SEB | BRH | MON | SPA | TAR | NÜR | LEM | ZEL | WAT |     |     |     |
| 1971   | Porsche Vaud Porsche Club Romand Jean Sage                     | Porsche 911                     |     |     |     |     |     | DNF | 4   |     | 13  |     |     |     |     |     |
| 1972   | Porsche Club Romand Scuderia Filipinetti                       | Porsche 911 Ferrari 365 GTB/4   | BUA | DAY | SEB | BRH | MON | SPA | TAR | NÜR | LEM | ZEL | WAT |     |     |     |
| 1972   | Porsche Club Romand Scuderia Filipinetti                       | Porsche 911 Ferrari 365 GTB/4   |     |     |     |     |     | DNF | DNF | 21  | DNF |     |     |     |     |     |
| 1973   | Porsche Club Romand Escuderia Montjuich                        | Porsche Carrera RSR Porsche 908 | DAY | VAL | DIJ | MON | SPA | TAR | NÜR | LEM | ZEL | WAT |     |     |     |     |
| 1973   | Porsche Club Romand Escuderia Montjuich                        | Porsche Carrera RSR Porsche 908 |     | DNF | 11  | 9   | 11  |     | 4   | 5   |     |     |     |     |     |     |
| 1974   | Porsche Club Romand Toblerone                                  | Porsche Carrera RSR Porsche 911 | MON | SPA | NÜR | IMO | LEM | ZEL | WAT | LEC | BRH | KYA |     |     |     |     |
| 1974   | Porsche Club Romand Toblerone                                  | Porsche Carrera RSR Porsche 911 |     | 9   | 21  |     | 7   | 17  |     | DNF | 17  |     |     |     |     |     |
| 1976   | Schiller Racing Team                                           | Porsche 934                     | MUG | VAL | NÜR | MON | SIL | IMO | NÜR | ZEL | PER | WAT | MOS | DIJ | DIJ | SAL |
| 1976   | Schiller Racing Team                                           | Porsche 934                     |     |     |     |     |     |     |     |     | 13  |     |     |     |     |     |